# 존 라슨
존 라슨(영어: Joan Larsen, 1968년 10월 6일 ~ )은 미국의 변호사, 법학자이다. 그녀는 2015년부터 2017년까지 미시간주 대법원 판사였다.